# Далмация (римска провинция)
 Тази статия е за римската провинция Далмация.  За историко-географска област вижте Далмация.  
Далмация (на латински: Dalmatia) е римска провинция, която получава името си по илирийското племе далмати. През 6 - 9 година далматите и паноните организират серия от метежи срещу римската власт в земите им. В резултат на тези събития, през 10 г. римската провинция Илирик е разделена на две - от адриатическата ѝ част е образувана новата провинция Далмация, а от средноевропейската ѝ част - Панония.
Територията на Далмация обхваща Динарските планини и по-голямата част от адриатическото крайбрежие - от полуостров Истрия до Дринския залив в днешна Албания. Рудобивът е имперски монопол, като през III век Северна Далмация е експлоатирана за желязо. Далмация е родна провинция на римския император Диоклециан, който построява прочутия Дворец на Диоклециан в античния Солин, в близост до днешен Сплит. Според историка Теодор Момзен, през 4 век Далмация е напълно латинизирана в състава на Диоцез Илирик.
След края на Западната Римска империя в 476 г. в Далмация се заселват готи, може би първо като федерати. Провинцията е присъединена към Византия през 535 г. от Юстиниан I.
- Римска Далмация в атласа на Хайнрих Киперт
- Римски провинции в Западните Балкани, IV век
- Далмация под контрола на готите 458-535 г.
- Римски форум в Задар
- Дворецът на Диоклециан в Сплит (илюстрация-възстановка)